# Butterfield (Texas)
Butterfield é uma Região censo-designada localizada no estado norte-americano do Texas, no Condado de El Paso.

## Demografia
Segundo o censo norte-americano de 2000, a sua população era de 61 habitantes.

## Geografia
De acordo com o United States Census Bureau tem uma área de 
8,2 km², dos quais 8,2 km² cobertos por terra e 0,0 km² cobertos por água.

## Localidades na vizinhança
O diagrama seguinte representa as localidades num raio de 24 km ao redor de Butterfield. 